# Luxgen U7
Il Luxgen U7, chiamato in precedenza Luxgen7 SUV, è un SUV di 7 posti di medie dimensioni prodotto dalla casa automobilistica taiwanese Luxgen, che ha vinto due Taiwan Excellence Awards.

## Descrizione

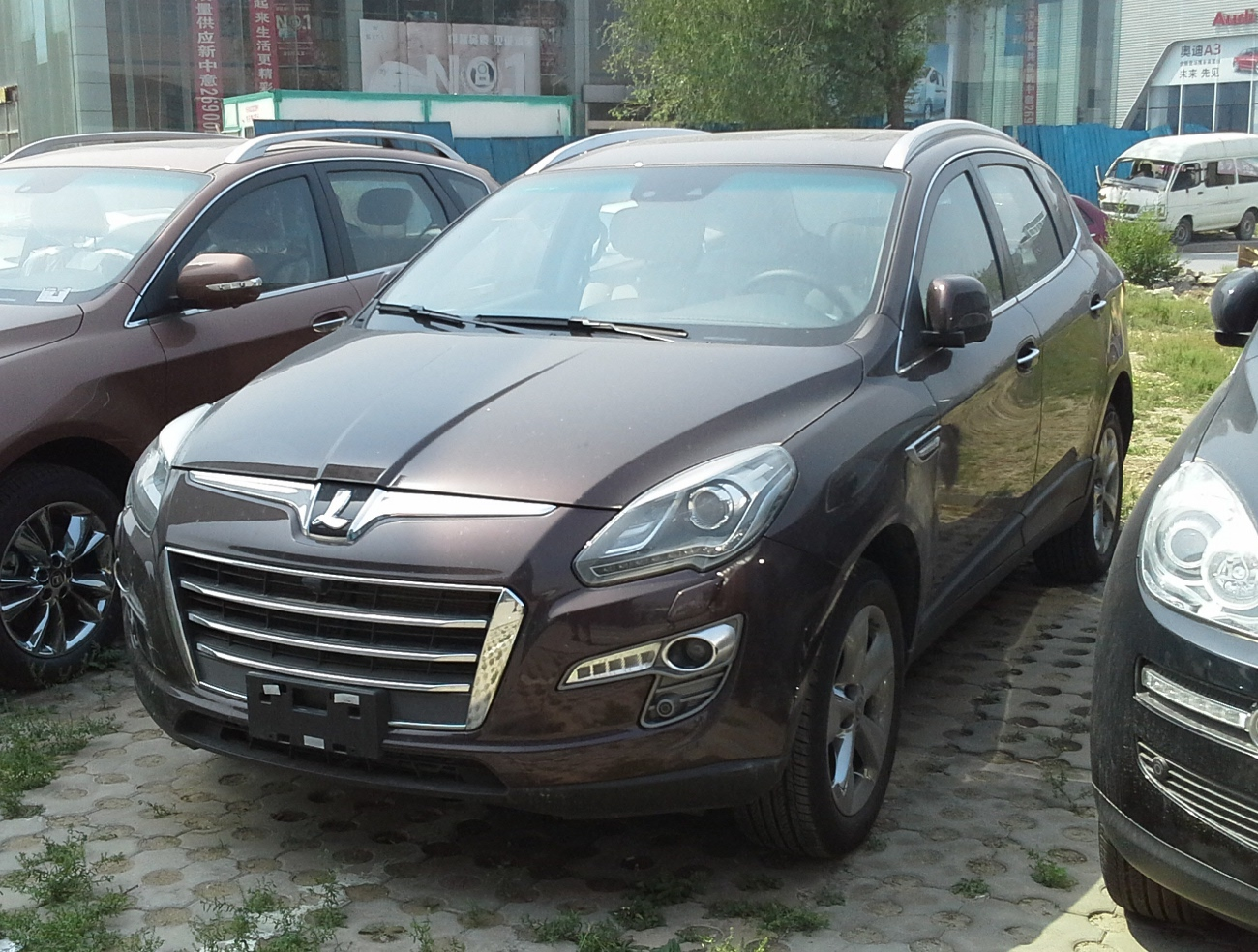
Vista frontale di una U7 in versione restyling

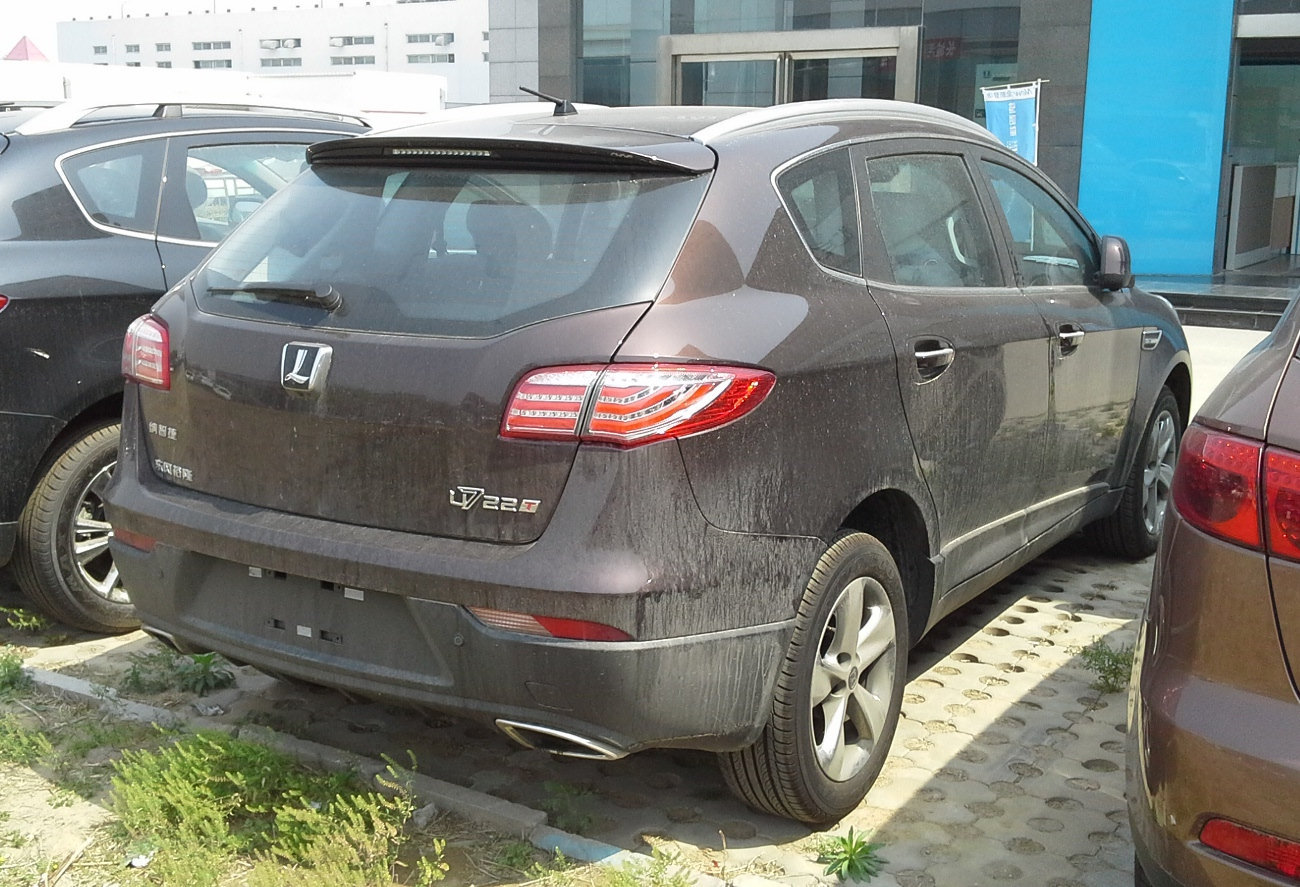
e vista posteriore

Il veicolo è stato sviluppato dal centro di ricerca e sviluppo di Yulon. Il Luxgen U7 è stato esportato e venduto in Vietnam, Cina, Taiwan, Emirati Arabi Uniti, Arabia Saudita, Bahrain, Kuwait, Oman e Iran. 
È disponibile sia a trazione anteriore che a quattro ruote motrici ed è alimentato da un motore a 4 cilindri DOHC da 2,2 litri turbocompresso con intercooler, abbinato a un cambio manuale o automatico a 5 marce.
Nel 2014 è stato sottoposto ad un restyling.

## Dotazione e interni
La dotazione di serie include il sistema Luxgen Think +, sviluppato in collaborazione con HTC, dotato di connessione dati tramite SIM HSPDA 3.5G, navigatore GPS e schermo LCD da 10,2 pollici. 
Inoltre vi è anche l'assistenza al parcheggio a 360 gradi chiamata "Eagle View +" che utilizza quattro telecamere per fornire una visione in tempo reale dell'ambiente circostante. La funzione "Side View +" che attraverso ina telecamera monitora l'angolo cieco del veicolo per ridurre la possibilità di incidenti durante i cambi di corsia. 
Il sistema di telecamere per la visione notturna chiamato "Night Vision +" aiuta a vedere la strada e a migliorare le condizioni di notte, oltre la portata dei fari. 
Un sistema chiamato "LDWS +" legge costantemente la superficie stradale alla ricerca di segnaletica, fornendo avvisi acustici e visivi quando il veicolo si avvicina alla linea di mezzeria. 
Nel complesso, il SUV è dotato di 23 ECU e 8 videocamere per fornire queste funzionalità. Sono disponibili come optiot anche le portiere ad apertura elettrica e i rivestimenti in pelle.